# Magda Wiegand-Dehn
Magda Juliane Wilhelmine Wiegand-Dehn (* 4. Oktober 1867 in Schleswig; † 9. Juli 1938 in Lübeck) war eine deutsche Textilkünstlerin und Ehefrau des Theologen August Wiegand.

## Leben
Magda Dehn ist Tochter eines Schleswiger Malermeisters. Sie besuchte die Höhere Töchterschule ihrer Geburtsstadt. Nach dem Tod des Vaters arbeitete sie zunächst im Tapisseriegeschäft ihrer Mutter. Aufgrund ihres zeichnerischen Talentes besuchte Magda Dehn ab 1889 die 1867 gegründete Hamburger Gewerbeschule für Mädchen unter der Leitung und besonderer Förderung von Frau Emma Rée. Mit einem Stipendium der Stadt Schleswig konnte sie 1896 an der Kunstgewerbeschule Berlin, dann auch in München Grafik und Textilkunst studieren. In München pflegte sie Kontakt zu Franz von Lenbach und Franz von Stuck.
Bereits seit 1893 veröffentlichte Magda Dehn Aufsätze zu Handarbeit und Textilkunst, u. a. in der von ihr mitbegründeten und zeitweise geleiteten Zeitschrift  MARTHA – eine Wochenzeitschrift für die Hausfrau, die Töchter und weiblichen Angestellten des Hauses (Herausgeber Ernst Evers). Ein aus diesen Artikeln zusammengestelltes Buchmanuskript „Marthas Fleiß“ blieb ungedruckt. Auf einer Kunstgewerbeausstellung in Lüneburg erhielt sie eine Bronzemedaille.
Seit 1899 entwarf Magda Dehn Tapetenmuster für mehrere diesbezügliche Firmen, u. a. für die „Tapetenfabrik Wilh. Boller“ in Braunschweig, die „Anhalter Tapetenfabrik Ernst Schütz“ in Dessau, „Zuber & Co.“ in Rixheim/Elsass und „Penseler & Sohn“ in Lüneburg. Aus dem Nachlass der Familie gestiftete Tapetenmuster befinden sich seit 1973 im  Deutschen Tapetenmuseum Kassel.
Ihre künstlerische und berufliche Karriere endete zunächst, als sie 1900 den verwitweten Pastor August Wiegand heiratete und die Mutterrolle für die vier Kinder ihres Mannes übernahm. Dem seit 1902 in Plau am See wirkenden Paar wurden 1902 und 1904 weitere Kinder geboren. Als Hausfrau und Mutter begann Magda Wiegand-Dehn ab etwa 1907 sich der evangelischen Paramentik zuzuwenden. Die von ihr entworfenen und selbst gearbeiteten kunstvollen Paramente sind in ihrer christlichen Symbolik, verbunden mit Blumenelementen (u. a. Lilien, Rosen, Tränendes Herz, Passionsblumen), einfach und verständlich. Die Motive sind dabei weitgehend vom Jugendstil geprägt. Dies stand in Kontrast zu herkömmlichen Paramenten, wie sie im Stift Bethlehem Ludwigslust gefertigt wurde.
Eine Wende in ihrem Wirken als Textilkünstlerin stellte 1924 der „Paramententag“ im Kloster Marienberg in Helmstedt dar. Erstmals erfuhren hier ihre Entwürfe Ablehnung, indem diese als unmodern empfunden wurde. Die Zahl der Aufträge nahm ab.
Als ihr Mann, Pastor August Wiegand, wegen pro-jüdischer Predigten 1935 nach Kirchnüchel bei Malente versetzt wurde, folgte sie ihm dorthin. Drei Jahre später starb sie in Lübeck.

## Künstlerisches Werk der Paramentik
- 1910 Parament für Stanislau in Galizien
- 1911 umfangreicher Paramentenschmuck für die Marienkirche Pasewalk
- 1912 Parament für die Kirche Kaisersfelde
- 1913 Parament für die Georgenkirche Wismar, geweiht 16. März 1913
- 1913 Parament für die Dorfkirche Bredereiche
- 1914 Parament für die Stadtkirche St. Bartholomäi in Treuen
- 1915 Parament für die Stadtkirche St. Lorenz in Eilsleben
- 1916 Parament für die Kirche in Bolkow/Westpommern
- 1928 Parament für eine Kirche in Barby
- 1929 Parament für die Schelfkirche Schwerin, geweiht 16. Juni 1929
- Parament für die Petrikirche Rostock
- Parament für das Diakonissenhaus in Borsdorf
- 1930 Parament für die Georgenkirche Waren
- 1933 Altarteppich in der Marienkirche Plau am See (eingelagert)

## Ungedruckte Quellen
- Archiv und Chronik der ev. Kirchgemeinde Plau am See
- Bernd Ruchhöft: Von ALBAN bis ZIPPE. Berühmte und bemerkenswerte Persönlichkeiten aus der Geschichte der Stadt Plau.
- Familiennachlass Wiegand-Weis-Gericke

| Personendaten    | Personendaten                                                      |
| ---------------- | ------------------------------------------------------------------ |
| NAME             | Wiegand-Dehn, Magda                                                |
| ALTERNATIVNAMEN  | Wiegand-Dehn, Magda Juliane Wilhelmine (vollständiger Name)        |
| KURZBESCHREIBUNG | deutsche Textilkünstlerin und Ehefrau des Theologen August Wiegand |
| GEBURTSDATUM     | 4. Oktober 1867                                                    |
| GEBURTSORT       | Schleswig                                                          |
| STERBEDATUM      | 9. Juli 1938                                                       |
| STERBEORT        | Lübeck                                                             |